# Kulturkreis der SA
Der Kulturkreis der SA der NSDAP wurde mit Wirkung vom 19. Februar 1936 im nationalsozialistischen Deutschen Reich vom Stabschef Viktor Lutze im Rahmen der weltanschaulichen Bedeutung und Arbeit der SA geschaffen. Es sollte sich nicht um eine neue Organisation, sondern um eine kulturelle und künstlerische „Kampfkameradschaft“ handeln, in der alle gestaltenden und schöpferischen Kräfte innerhalb der SA zusammengefasst werden sollten. Zu den erklärten Zielen des Kulturkreises zählte das Vertrautmachen möglichst breiter Kreise der Bevölkerung mit der Kulturpolitik des nationalsozialistischen Staates.
Bereits in der sogenannten Kampfzeit vor 1933 besaß z. B. die Münchner SA eine eigene Theatergruppe und hatte die Kultur in Form der Marschmusik eine wichtige Identitätsrolle innerhalb der SA gespielt. Daneben wurden in der SA  bis in die unteren Organisationseinheiten „Kulturwarte“ – oft in Personalunion auch als „Pressewarte “ – eingesetzt und dabei meist auf Personen mit einer höheren Schulausbildung zurückgegriffen.
Die erste Arbeitstagung des Kulturkreises fand am 7./8. März 1936 in Berlin statt. Im Laufe der Jahre wurden weitere Mitglieder zu den 16 Gründungsmitgliedern in den besagten Kulturkreis berufen. Zum Kulturkreis gehörten Dichter, Maler, Architekten, Schauspieler und Regisseure.
Hildegard Brenner zufolge gehörte der Kulturkreis der SA zu jenen NS-Verbänden, die eine Reorganisation der Preußischen Akademie der Künste forderten und kontrollierten. Ebenso wie eine Vielzahl anderer Institutionen machte der Kulturkreis der SA im Wirrwarr der NS-Bürokratie Mitspracherechte in Verlagsgeschäft und Buchhandel geltend.
Im Januar 1938 brachte der Fernsehsender Paul Nipkow einen Beitrag, der als „erste Fernsehsendung des SA-Kulturkreises“ angekündigt wurde.
1942 fand in Dresden eine große „Kunstausstellung der SA“ statt, in deren Organisation Mitglieder des Kulturkreises der SA einbezogen waren.
Als Wilhelm Schepmann im Jahre 1943 Stabschef der SA wurde, löste er den Kulturkreis der SA mit dem Hinweis auf, es gebe keine SA-Kultur, sondern nur eine vom Nationalsozialismus geprägte deutsche Kultur.

## 1936 berufene Mitglieder
1. Franz Moraller (1903–1986), Journalist, Berlin
2. Joseph Berchtold (1897–1962), Kaufmann und Journalist, München
3. Gerhard Schumann (1911–1995), Schriftsteller, Stuttgart
4. Herbert Böhme (1907–1971), Kulturfunktionär, Lyriker, Schriftsteller und Publizist, München
5. Herybert Menzel (1906–1945), Dichter und Schriftsteller, Tirschtiegel
6. Bernd Lembeck (1895–nach 1961), Schriftsteller und Publizist, München
7. Hans Schaudinn (1901–1945?), Schauspieler, später Funktionär beim Rundfunk, Berlin
8. Goetz Otto Stoffregen (1896–1953), Schriftsteller, Journalist und Rundfunkintendant, Berlin
9. Dietrich Loder (1900–nach 1955), Marineoffizier, Schriftsteller, Journalist und Publizist, München
10. Dio Schloderer, München
11. Heinrich Anacker (1901–1971), schweizerisch-deutscher Schriftsteller, Berlin
12. Hans Duffner (1908–1945), Schriftsteller, Schriftsteller, Hugstetten/Breisgau
13. Hans Volz (1904–1978), Historiker, Herausgeber und NS-Propagandist, Berlin
14. Paul Giesler (1895–1945), Architekt, Oldenburg
15. Hans Schlenck (1901–1944), Schauspieler, Theaterregisseur und Theaterintendant, Berlin
16. Helmuth Hansen, Berlin[16]

## 1939 berufene Mitglieder
- Fritz Todt (1891–1942), Bauingenieur, Oberste SA-Führung
- Achim von Arnim (1881–1940), Militärwissenschaftler, Gruppe Berlin-Brandenburg
- Karl Gayer, Gruppe Schlesien
- J. K. von Engelbrechten (1900–1971), Schriftsteller, Gruppe Berlin-Brandenburg
- Hermann Giesler (1898–1987), Architekt, Gruppe Thüringen
- Walter Günteritz (1888–1962), Maler und Grafiker, Gruppe Hansa
- Peter Hoenselaers (1895–1966), Operettensänger und Theaterintendant, Gruppe Westfalen
- Werner Loesch (1911–1942), Zeitungswissenschaftler, Gruppe Sachsen
- Hannes Kremer (1906–1976), Schriftsteller, Gruppe Hochland
- Hermann Ortner (1895–1956), Schriftsteller, Gruppe Donau[17]
- Bernhard Kummer (1897–1962) (1897–1962), Germanist, Gruppe Thüringen
- August Goebel (1883–1971), Bildhauer, Gruppe Niederrhein[18]

## Weitere Mitglieder (Auswahl)
- Elk Eber (1892–1941), Maler und Grafiker
- Oskar Glöckler (1893–1938), Bildhauer, Medailleur, Sportfunktionär[19]
- Friedrich Joachim Klähn (1895–1969), Schriftsteller und Propagandist[20]
- Gerhard Krüger (1908–1994), Soziologe, Pressefunktionär[21]
- Kurt Maßmann (1910–1945), Schriftsteller, Journalist und Pressefunktionär
- Hermann Okraß (1905–1972), Journalist und Zeitungsredakteur
- Otto Paust (1897–1975), Journalist und Schriftsteller
- Hans Sponholz (1902–1982), Schriftsteller, Journalist und Naturschützer
- Hans Zöberlein (1895–1964), Schriftsteller[22]